# Alain Macle
Alain Macle (ur. 18 kwietnia 1944 w Les Rousses, zm. 21 marca 2020 w Pontarlier) – francuski skoczek narciarski, uczestnik Zimowych Igrzysk Olimpijskich 1968 i 1972. Medalista mistrzostw kraju.
Czterokrotnie uczestniczył w konkursach skoków narciarskich w ramach zimowych igrzysk olimpijskich. Na ZIO 1968 zajął 18. miejsce w konkursie na skoczni normalnej i 17. na skoczni dużej, a cztery lata później był 53. na skoczni normalnej i 50. na skoczni dużej.
W latach 1963–1972 startował w zawodach Turnieju Czterech Skoczni. Najwyższe miejsce zajął 6 stycznia 1970 w Bischofshofen, gdzie był piętnasty.
W 1962 w La Bresse zdobył tytuł mistrza Francji.
Zwyciężył w Turnieju Schwarzwaldzkim w 1972.

## Osiągnięcia

### Igrzyska olimpijskie
| Igrzyska | Miejscowość | Data           | Skocznia | Konkurs | Skok 1    | Skok 1 | Skok 2    | Skok 2 | Nota łączna | Miejsce | Strata | Zwycięzca          | Źródło |
| Igrzyska | Miejscowość | Data           | Skocznia | Konkurs | Odległość | Nota   | Odległość | Nota   | Nota łączna | Miejsce | Strata | Zwycięzca          | Źródło |
| -------- | ----------- | -------------- | -------- | ------- | --------- | ------ | --------- | ------ | ----------- | ------- | ------ | ------------------ | ------ |
| ZIO 1968 | Grenoble    | 11 lutego 1968 | normalna | ind.    | 74,0      | 104,2  | 72,5      | 99,8   | 204,0       | 18.     | 12,5   | Jiří Raška         | [ 6 ]  |
| ZIO 1968 | Grenoble    | 18 lutego 1968 | duża     | ind.    | 89,5      | 93,7   | 93,5      | 100,3  | 194,0       | 17.     | 37,3   | Władimir Biełousow | [ 7 ]  |
| ZIO 1972 | Sapporo     | 6 lutego 1968  | normalna | ind.    | 67,5      | 87,2   | 62,5      | 78,7   | 165,9       | 53.     | 78,3   | Yukio Kasaya       | [ 8 ]  |
| ZIO 1972 | Sapporo     | 11 lutego 1968 | duża     | ind.    | 76,0      | 65,9   | 71,0      | 56,9   | 122,8       | 50.     | 97,1   | Wojciech Fortuna   | [ 9 ]  |